# 시장 경제

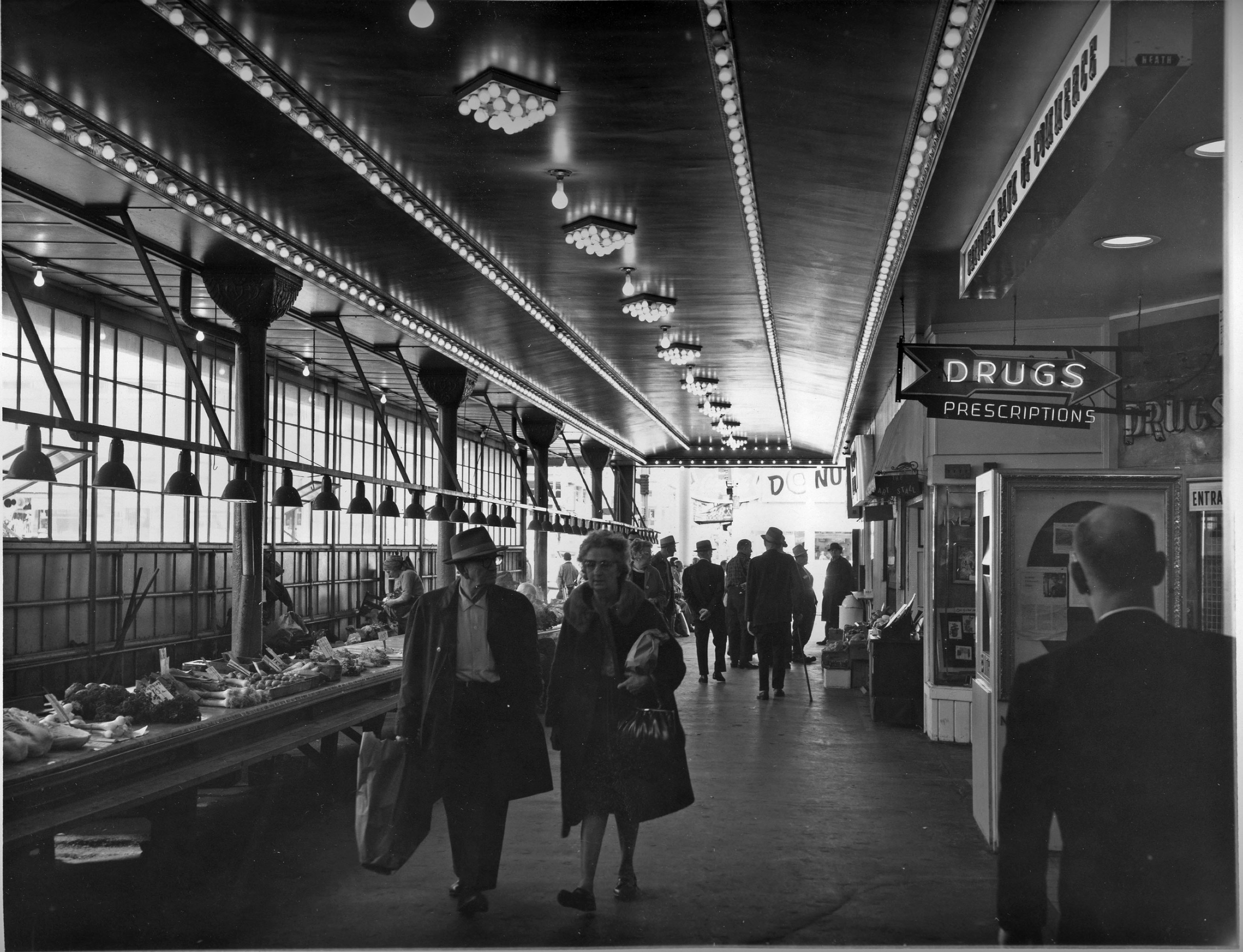

시장 경제(市場經濟)는 분업에 의해 생산된 재화와 용역을 자유 가격 체제의 수요와 공급 관계에 의해 분배하는 사회구성체이다. 시장 경제는 애덤 스미스가 말한 것처럼 보이지 않는 손에 의해 자원이 효율적으로 배분되는 체제이다. 시장 경제는 종종 계획 경제, 혼합 경제 등과 대비되는 개념으로 다루어진다. 실제 사회에서 순수한 형태의 시장 경제는 존재하지 않으며 각 국가 또는 사회마다 다양한 형태로 수용되고 있다. 또한 일반적으로 시장경제는 자본주의적 시장경제 이론이 주를 이루지만 반자본주의적 시장경제 이론인 상호주의도 존재한다.

## 시장에 바탕을 둔 경제 체제
완전히 자유로운 시장이 존재하는 나라는 없다. 시장 경제는 세계 여러 나라에서 다양한 정도로 수용되고 있으며 오늘날 거의 대부분의 나라는 시장 경제를 바탕으로 한 사회적 시장 경제 체제를 유지하고 있다. 예를 들어 미국은 북유럽의 여러 나라에 비해 더 시장 경제에 근접한 경제 체계를 갖고 있다.

## 시장 경제의 제도적 원칙

### 사유 재산권
사유 재산권은 재산의 소유, 사용, 처분 등이 소유주의 의사에 따라 자유롭게 이루어지는 것을 의미한다. 자신이 일한 것에 대한 몫을 가질 수 있으므로 근로 의욕이 높아져 생산성이 향상되고 사회 발전의 원동력이 된다는 의의가 있다. 단 시장에서의 전제 조건은 사유 재산권의 행사가 공공 복리에 어긋나지 않아야 한다는 것이다. 만약 그럴 경우 정부는 법률에 따라 적절한 제재를 가능케 해야 한다.

### 경제 활동의 자유
경제 활동의 자유는 개인이 자유롭게 경제적 의사 결정을 하는 것 (예를 들면 계약의 자유, 직업 선택의 자유 등)을 의미한다. 개인의 창의성을 최대한 발휘할 수 있지만, 자신의 선택에 따른 결과에 대해서는 스스로 책임져야 한다. 국가의 복지 정책은 선택에 따른 결과물을 보장하는 것이 아닌, 기회의 균등과 제도적 원인으로 인한 실패를 보상하는 수준이 되어야 한다는 것이다.

### 사적 이익의 추구
사적 이익의 추구는 사유 재산권과 유사한데, 개인과 기업의 경제적 이익 추구를 제도적으로 보장하는 것을 의미한다. 사적 이익을 추구하는 과정에서 창의성과 효율성이 증가하지만, 지나친 사적 이익 추구는 공익을 해치므로 법의 테두리 안에서 보장해야 한다.

## 시장 경제의 특징
아인 랜드는 그녀의 저서 <자본주의: 미지의 이상>에서 시장경제는 본질적으로 정체할 수 없이 연속적으로 진행하는 과정(continuous process)이며, 모든 사람에게 가장 이성적인 것을 요구하면서 그에 따라 보상을 주는 체제라고 주장하였다.  대부분의 다수는 창조적인 소수의 발명이나 발견을 배우고 따라가는 형태를 이루기 때문에 그 소수에게 최대한의 자유를 주어야 시장경제가 가장 잘 실행가능하다. 그 적은 무리에게 최고의 능력을 발휘할 수 있도록 최고의 기회를 제공하여 전체가 모두 혜택을 볼 수 있도록 가능케 하는 데 시장경제는 가장 각광받게 된다.

## 시장 경제의 문제점
시장 경제는 매우 효율적인 경제 체제이기는 하지만 몇 가지 문제점을 안고 있다. 우선 시장 경제는 경제적 효율성은 달성할 수 있지만, 형평성 (구성원 모두에게 재화와 서비스를 균등하게 배분하는 것)은 달성하기 어려운 측면이 있다. 시장 경제는 모든 경제 주체들이 자유롭고 평등하다(법 앞의 평등을 의미한다.)고 전제하고 있지만, 실제로는 부자와 가난한 사람이 있고 타고난 능력과 소질도 제각기 다르므로 빈익빈 부익부 현상이 일어날 수밖에 없다. 또한 실업과 인플레이션이 자주 발생하게 되어 경제가 불안정해질 수 있으며, 장기적 계획 없이 단기적인 이윤만을 추구하다 보면 예상하지 못한 문제가 발생하며, 인간이 돈과 상품의 지배를 받게 되는 인간 소외(비인간화)가 나타나기도 하고, 지나친 사적 이익 추구로 인해 사익과 공익이 대립하는 경우도 발생한다.

## 같이 보기
- 수요와 공급